# بني سمرج
قرية بني سمرج هي إحدى القرى التابعة لمركز سمالوط بمحافظة المنيا في جمهورية مصر العربية. حسب إحصاءات سنة 2006، بلغ إجمالي السكان في بني سمرج 12215 نسمة، منهم 6449 رجلا و5766 امرأة.